# Achim Schnurrer
Achim Schnurrer (* 1951 in Bergisch Gladbach) ist ein deutscher freier Journalist und Comicautor. 2005 veröffentlichte Schnurrer seinen ersten Roman Der Basilisk zu Forchheim unter dem Pseudonym Lucas Bahl.

## Leben
Achim Schnurrer absolvierte ein Studium der Sozialpädagogik an der katholischen Fachhochschule Köln; im Anschluss arbeitete er als Schriftsteller und Verleger (Alpha-Comic Verlag, Edition Kunst der Comics). Im Jahr 1984 war Schnurrer Initiator und Mitorganisator des Comic-Salon Erlangen. Von 1985 bis 2000 war er als Chefredakteur und Herausgeber der Comicmagazine U-Comix und Schwermetall tätig.
Schnurrer, der bereits Hörspielerfahrungen hatte, erstellte ab 2002 die Produktionsmanuskripte für Perry-Rhodan-Hörspiele. Ferner schrieb er für die Bad-Earth- und Sternenfaust-Serien sowie für das Schattenreich Pulp Magazine.

## Werke (Auswahl)
- Wenn der Berg ruft. ars vivendi verlag 2013, ISBN 3-869-13287-6.
- Spielzeugstadt.  Emons, H. J.2010, ISBN 3-897-05761-1.[1]
- Neo-Delphi.com: Der Geruch der Angst. Verlag + Druck Linus Wittich KG 2009, ISBN 3-981-09060-8.
- Riccardo Rinaldi über Rolf Kauka. In: Comic! Jahrbuch 2008. Stuttgart 2007, ISBN 978-3-88834-938-6, S. 46–55.
- zusammen mit Andreas C. Knigge: Bilderfrauen, Frauenbilder. Eine kommentierte Bilddokumentation über das Bild der Frau im Comic. Hannover 1979, ISBN 3-88464-010-0.
- zusammen mit Riccardo Rinaldi: Die Kunst der Comics. Edition Aleph, Heroldsbach 1985, ISBN 3-923102-05-4.
- zusammen mit der Fotodesignerin Christiane Richter: Schnaps-Führer Fränkische Schweiz. ars vivendi verlag, Cadolzburg 2017, ISBN 978-3-86913-873-2.
- Das war Schwermetall, Band 1: 1980–1988. Edition Alfons, Barmstedt 2018, ISBN 978-3-946266-11-2.
- Das war Schwermetall, Band 2: 1988–1999. Edition Alfons, Barmstedt 2020, ISBN 978-3-946266-22-8.

## Audio-CD (Auswahl)
- Achim Schnurrer (Hrsg. & Produzent), Clark Darlton, K. H. Scheer, Kurt Mahr: Perry Rhodan Silber Edition Nr. 3 – Der Unsterbliche. Audio-CD – Audiobook, Tonstudio Eins A 2003, ISBN 3-936-33756-X.
- Hans Greis (Hrsg.), Achim Schnurrer (Hrsg.), Clark Darlton, K. H. Scheer, Kurt Mahr: Perry Rhodan Silber Edition Nr. 2 – Das Mutanten-Korps. Audio-CD – Audiobook, Tonstudio Eins A 2003, ISBN 3-936-33750-0.
- Achim Schnurrer (Hrsg.) et al.: Perry Rhodan Silber Edition Nr. 1 – Die Dritte Macht. Audio-CD – Audiobook, Tonstudio Eins A 2002, ISBN 3-936-33730-6.